# Oryctes dollei
Oryctes dollei är en skalbaggsart som beskrevs av Leon Fairmaire 1897. Oryctes dollei ingår i släktet Oryctes och familjen Dynastidae. Inga underarter finns listade i Catalogue of Life.